# Especially for You (Cozy Powell)
Especially for You è il quinto album solista del batterista britannico Cozy Powell, pubblicato dalla Polydor nel 1998.

## Tracce
1. Man with a Mission – 4:39
2. Ivory Towers – 4:36
3. Why Does Love Hurt – 4:42
4. Haunted By The Devil – 4:15
5. Doing The Natural Thing – 5:10
6. All I Wanted Was Your Love – 5:29
7. Call Me Mayhem – 4:08
8. The Light – 4:05
9. High Time To Fly – 3:34
10. Make You A Man – 4:36
11. Power In The Wrong Hands – 6:15
12. You're All I Believe In – 4:22

## Formazione
- Gerry Lane - voce
- Steve Makin - chitarra
- Neil Murray - basso
- John Sinclair - tastiere
- Cozy Powell - batteria